# Provincia de Ubangi del Norte
Ubangi del Norte (en francés: Nord-Ubangi) es una de las veintiséis provincias de la República Democrática del Congo, creada de acuerdo con la Constitución de 2005. Su capital es la ciudad de Gbadolite.
Está ubicado en el centro del país sobre el río Ubangui, y su territorio formaba parte de la antigua provincia de Équateur.

## Territorios
- Businga
- Bosobolo
- Mobayi-Mbongo
- Yakoma

## Enlaces relacionados
- Provincias de la República Democrática del Congo

- Datos: Q843312
- Multimedia: Nord-Ubangi / Q843312